# 腾克镇
腾克镇，是中华人民共和国内蒙古自治区呼伦贝尔市莫力达瓦达斡尔族自治旗下辖的一个乡镇级行政单位。

## 行政区划
腾克镇下辖以下地区：
腾克社区、腾克村、霍日里村、怪勒村、特莫呼珠村、巴卡哈里村、伊兰台村、提古拉村、郭恩河村、卡布楚村、郭恩奇坎村、扎罗梅村、库木尔肯村、塔兴村、西伊必奇村、东伊必奇村和宜斯坎村。